# Le Nouvel Avocat
Le Nouvel Avocat (Der neue Advokat) est une nouvelle de l'auteur germanophone Franz Kafka publiée en 1920 dans le recueil de nouvelle Un Médecin de campagne où elle figure en première place.

## Résumé
Cette nouvelle évoque l'arrivée d'un nouvel avocat, le docteur Bucéphale, venu d'une époque antérieure : il était le cheval de bataille d'Alexandre de Macédoine. Celui-ci est approuvé au barreau et on estime qu'il faut suivre son exemple en étudiant les articles de loi studieusement. En effet, l'époque moderne est décrite comme un temps confus plein de diversité où aucun véritable héros, tel Alexandre le Grand n'impose sa volonté.

## Analyse
Le thème de l'animal devenant humain est un thème récurrent de la littérature de Kafka. Le choix du cheval, évoque aussi bien la noblesse réservée que la violence du combat et de la guerre. Celui-ci faisant des études peut symboliser que l'action interventionniste d'un grand individu est aujourd'hui remplacée par l'étude et l'écriture.
Un autre aspect important de cette nouvelle, est le changement des temps. Même si certains aspects restent immuables, les enfants continuent à se révolter contre leurs parents par exemple, d'autres sont perdus, il n'y a ainsi plus d'objectifs grandioses, ni de héros. Le choix de Bucéphale d'étudier est ainsi un choix de s'éloigner des tumultes vains du monde mais c'est aussi une perte, car la loi prendrait alors la place de l'action.